# Duttaphrynus crocus
Espèce
Synonymes
- Bufo crocus Wogan, 2003

Statut de conservation UICN

 DD  : Données insuffisantes
Duttaphrynus crocus est une espèce d'amphibiens de la famille des Bufonidae.

## Répartition
Cette espèce est endémique de l'État d'Arakan au Birmanie. Elle se rencontre jusqu'à 100 m d'altitude.

## Description
Les mâles mesurent de 54,6 à 59,1 mm et les femelles de 67,6 à 67,8 mm.

## Publication originale
- Wogan, Win, Thin, Lwin, Shein, Kyi & Tun, 2003 : A new species of Bufo (Anura: Bufonidae) from Myanmar (Burma), and redescription of the little-known species Bufo stuarti Smith 1929. Proceedings of the California Academy of Sciences, ser. 4, vol. 54, no 7, p. 141-153 (texte intégral).